# Задельная (станция)
Задельная — железнодорожная станция в посёлке городского типа Прибрежный, входящем в состав Красноглинского района города Самара (посёлок расположен в 60 км северо-западнее центра города).
Названа по имени села Задельное, расположенного к югу от посёлка.
Собственник остановочного пункта — Куйбышевская железная дорога — филиал Открытое акционерное общество «Российские железные дороги».
Остановочный пункт расположен на однопутном электрифицированном участке. На станции имеется здание вокзала с кассой.

## Движение
Остановочный пункт пригородных поездов маршрута «Жигулёвское море — Самара». Помимо пригородных электропоездов, курсирует пассажирский поезд 681/682 Самара — Ульяновск — Самара (промежуточные остановки на станциях: Жигулёвское море, Жигулёвск, Сызрань-1).
Также на станции производится приём и выдача повагонных и мелких отправок (имеются подъездные пути).